# Thamirabarani
El Thamirabarani (del tàmil தாமிரபரணி), abans conegut com a Tambraparni, és un riu de l'Índia, a l'estat de Tamil Nadu.
S'origina als vessants orientals dels Ghats Occidentals prop d'Agasthyamalai al districte de Tirunelveli a una altitud de 2.000 metres; Prop de l'origen hi ha les cascades de Vanatheertham. Entre els tributaris cal destacar el Peyar, Ullar, Karaiar, Pambar, Servalar, Manimuthar, Gadana, Pachaiyar i Chittar. Després de la seva confluència amb el Chittar el Thamirabarani segueix uns 53 km més fins que desaigua al golf de Mannar prop de Palayakayal.